# Bob Fosse
Bob Fosse (23. lipnja 1927. – 23. rujna 1987.), kazališni koreograf i redatelj i filmski redatelj. Osvojio je osam nagrada Tony za koreografiju, kao i jednu za režiju, a 1972. je osvojio  Oscara za režiju mjuzikla Cabaret.

## Životopis
Rođen je kao Robert Louis Fosse u  Chicagu u obitelji  Norvežanina i  Irkinje kao najmlađe od šestero djece. Nakon mature, udružio se s Charlesom Grassom, još jednim mladim plesačem, i počeo suradnju pod imenom, The Rift Brothers. Nastupali su po kazalištima diljem Chicaga.
Fosse je angažiran za show Tough Situation, koji se održavao u vojnim i mornaričkim bazama u  Pacifiku. Kasnije je rekao kako je tijekom te turneje usavršio svoje performerske, koreografske i redateljske vještine.
Preselio se u Hollywood s ambicijom da bude novi Fred Astaire. Prvi filmski nastupi bili su mu u filmovima poput Give Girl A Break, The Affairs of Dobie Gillis i Kiss Me, Kate, svi objavljeni 1953. U posljednjem je izradio koreografiju za kratku sekvencu, što je privuklo pozornost producenata s Broadwaya.
Iako je Fosseova karijera na filmu neplanirano završena ranim gubitkom kose, što je ograničilo uloge koje je mogao dobiti, nevoljko se preselio iz Hollywooda u kazalište. 1954. je izradio koreografiju za svoj prvi mjuzikl, The Pajama Game, nakon čega su slijedili Damn Yankees 1955. Dok je radio na potonjem, upoznao je Gwen Verdon.
Fosse je razvio plesni jazz stil koji je odmah postao prepoznatljiv jer je isijavao stiliziranu, ciničnu seksualnost. Njegov stil je uključivao tehnike kao što su koljena okrenuta prema unutra, zaobljena ramena i izolaciju tijela.
S Fredom Astairom kao uzorom, koristio je rekvizite kao što su polucilindri, štapovi od trske i stolice. Koristio je rukavice jer nije volio svoje ruke.
Fosse je režirao pet dugometražnih filmova. Njegov prvi, Sweet Charity iz 1969., bio je adaptacija njegova brodwayskog mjuzikla. Njegov drugi film, Cabaret, osvojio je osam Oscara, uključujući onog za najbolju režiju. Nakon toga je 1974. režirao Lenny, biografski film o samodestruktivnom komičaru Lennyju Bruceu. Lenny je bio nominiran za Oscare za najbolji film i najboljeg redatelja. 1979. je bio jedan od scenarista i redatelj poluautobiografskog filma Sav taj jazz, koji je osvojio četiri Oscara. Sav taj jazz donio je Fosseu njegovu treću nominaciju za Oscara za najboljeg redatelja, a film je bio nominiran i za najbolji film. Osim toga, Sav taj jazz je osvojio  Zlatnu palmu na  Filmskom festivalu u Cannesu 1980. Fosseov posljednji film, Star 80 iz 1983., bio je kontroverzni biopic o Playboyevoj zečici Dorothy Stratten. Kritike su bile podijeljene, iako su Richard Schickel iz Timea i Rex Reed napisali veličanstvene recenzije.
Bob Fosse umro je od srčanog udara u šezdesetoj godini.

## Brakovi
Fosse je prvo bio oženjen plesačicom Mary Ann Niles, zatim s plesačicom Joan McCraken od 1951. do 1959., a nakon toga je oženio plesačicu Gwen Verdon, 1960. Dobili su jednu kćer, Nicole Providence Fosse, koja je također plesačica. U sedamdesetima se rastao od Gwen, ali su ostali u braku do njegove smrti. U međuvremenu je bio u vezi s Ann Reinking i Jessicom Lange.

## Inovativna koreografija
Fosse je bio inovativan koreograf koji je postigao mnoga dostignuća u svom životu. Tijekom The Pajama Game, Fosse je publici pokazao ključni element svoje koreografije, nešto što je smatrao krucijalnim: element iznenađenja. Za Damn Yankees, Fosse je inspiraciju pokupio od "oca američkog jazz plesa", Jacka Colea. Na njega je utjecaj izvršio i Jerome Robbins. Tijekom mjuzikla Redhead, Fosse je uveo jednu od prvih baletnih sekvenci u predstavi koja je sadržavala pet različitih plesnih stilova; Fosseov jazz, can-can, romski ples, koračnicu i stari engleski dvoranski broj. The Conquering Hero je bio Fosseov najizazovniji komad. Tijekom showa je objavljeno da Fosse ima epilepsiju jer je imao napadaj na pozornici tijekom probe.
Njegov uspjeh se, međutim, nastavio i nakon toga, a on je i dalje unosio inovacije u svijet brodwayske koreografije. Uveo je trend osvjetljivanja kako bi skrenuo pozornost publike na određene stvari. On i Verdon 1957. radili su sa Sanfordom Meisnerom kako razvili bolje glumačke tehnike. Fosse je vjerovao da je "Vrijeme za pjevanje vrijeme kad je vaša emocionalna razina previsoka samo da bi nešto govorili, a vrijeme za ples kad su vaše emocije prejake kako bi samo pjevali o tome kako se osjećate."

## Nagrade
Fosse je za svoj rad zaradio mnoge nagrade, uključujući nagrade Tony za Pippina i Sweet Charity, Oscar za Cabaret i Emmyja za Liza sa "Z". On je bio prva osoba koja je osvojila sve tri nagrade u istoj godini (1973.).
Njegov poluautobiografski film, Sav taj jazz (1979.), osvojio je  Zlatnu palmu. Prikazuje strastvenog pušača koji podliježe svojim radoholičarskim navikama.
Revija Fosse osvojila je nagradu Tony za najbolji mjuzikl, a 2001. njemu (zajedno s Ann Reinking) Nagradu Laurence Olivier za najbolju kazališnu koreografiju.
Dokumenatarac Billa Henryja o Fosseovom radu iz 1990., produciran za PBS-ovu seriju Dance in America: Great Performances, osvojio je Emmyja te godine.
Interes za Fosseov rad oživio je nakon ponovnih postavljanja njegovih djela i filma  Chicago (2002.). Koreografija Roba Marshalla za film oponaša Fosseov stil, ali izbjegava specifične tehnike iz originala.

## Filmografija
- 1953. The Affairs of Dobie Gillis (glumac)
- 1953. Give Girl a Break (glumac)
- 1953. Poljubi me, Kate (glumac)
- 1955. Moja sestra Eileen (glumac/koreograf)
- 1957. The Pajama Game (koreograf)
- 1958. Damn Yankees (plesač/koreograf)
- 1968. Sweet Charity (redatelj/koreograf)
- 1972. Cabaret (redatelj/koreograf)
- 1974. Lenny (redatelj)
- 1974.  Mali princ (glumac/koreograf)
- 1977. Lopovi (glumac)
- 1979. Sav taj jazz (scenarist/redatelj/koreograf)
- 1983. Star 80 (scenarist/redatelj)

## Vanjske poveznice
- Bob Fosse na Internet Broadway Databaseu (engl.)
- Bob Fosse u internetskoj bazi filmova IMDb-u (engl.)
- Fosse.com
- Bob Fosse bio. - "The Guide to Musical Theatre"
- Bob Fosse bio.  Arhivirana inačica izvorne stranice od 12. listopada 2007. (Wayback Machine)
- Bob Fosse bio. - FindAGrave.com